# Primarna biliarna ciroza
Primarna biliarna ciroza (tudi primarni biliarni holangitis) je biliarna ciroza jeter, ki se pojavlja brez obstrukcije ali okužbe žolčnih izvodil in je posledica avtoimunskega vnetja. Gre za kronično in napredujočo bolezen, ki se kaže s simptomi, kot so utrujenost, srbež, pri bolj napredovali bolezni pa tudi zlatenica. V začetnih stopnjah bolezni je lahko edini znak nepravilnost v krvni sliki.
Primarna biliarna ciroza je relativno redka bolezen, ki tekom življenja prizadene okoli 1 na 3.000–4.000 ljudi,  oziroma letno 1,9–2,5 bolnika na 100.000 prebivalcev. Veliko pogosteje zbolevajo ženske ko moški.
Bolezen je bila prepoznana najpozneje leta 1851 in leta 1949 so jo poimenovali primarna biliarna ciroza. Ker izraz ciroza opisuje le napredovalo fazo bolezni s cirotično spremenjenim jetrnim tkivom, je leta 2014 eno od združenj bolnikov predlagalo izraz primarni biliarni holangitis.

## Znaki in simptomi
Pri okoli 80 % bolnikov se pojavlja utrujenost in zaspanost tekom dneva; pri več kot polovici bolnikov z utrujenostjo je le-ta prisotna v hudi obliki. Pogosto se pojavlja tudi suhost kože in oči. Pri 20–70 % bolnikov se pojavlja srbenje. Pri bolj napredovali obliki bolezni lahko pride do pojava zlatenice. Primarna jetrna ciroza povzroča tudi zmanjšanje mineralne kostne gostote, kar poveča tveganje za zlome kosti. Zaradi povišanih vrednosti holesterola v krvi se lahko pojavijo ksantelazma (lipidni depoziti v koži okoli oči) in druge oblike ksantomov (maščobnih vozličev ali leh v koži).
Jetrna ciroza lahko povzroči številne simptome in zaplete, pri bolj napredovali bolezni se lahko pojavijo:
- zastajanje tekočine v trebuhu (trebušna vodenica oz. ascites);
- povečanje vranice (hipersplenizem);
- ezofagealne varice (razširjene vene v požiralniku);
- jetrna encefalopatija, vključno s komo v skrajnih primerih.

Pri ljudeh s primarno jetrno cirozo so lahko pridružene tudi druge avtoimunske bolezni, kot sta revmatoidni artritis in sjögrenov sindrom (pri ≤ 80 % bolnikov).

## Epidemiologija
Primarna biliarna ciroza je relativno redka avtoimunska jetrna bolezen, ki prizadene okoli 1 na 3.000–4.000 ljudi, s pojavnostjo (incidenco) 1,9–2,5 bolnikov na 100.000 prebivalcev. Incidenca in prevalenca bolezni variirata glede na zemljepisno območje. Ženske zbolevajo 10-krat pogosteje kot moški (podatki o slovenskih bolnikih kažejo, da je na Slovenskem bolezen pri ženskah celo 28-krat pogostejša kot pri moških, med tem ko na primer na Japonskem razlik med spoloma ne zaznavajo), z vrhom zbolevnosti po 50. letu starosti. Bolezen se redko pojavi v mladosti; najmlajša bolnica doslej, pri kateri so poročali o primarni biliarni cirozi, je imela 15 let.

## Diagnoza
Diagnoza temelji na povišanih vrednostih holestatskih jetrnih encimov v serumu bolnikov (alkalne fosfataze – AF in gama glutamilne transpeptidaze – GGT) ter prisotnosti specifičnih protiteles proti mitohondrijem (AMA) in protijedrnih protiteles (ANA).

## Zdravljenje
Učinkovitega vzročnega zdravljenja še ne poznamo. Cilj zdravljenja, ki je trenutno vseživljenjsko, je preprečevanje napredovanja bolezni do končne jetrne bolezni ter poslabšanja simptomov. Za zaviranje napredovanja bolezni se od zdravil uporabljata, na primer, ursodeoksiholna in obetiholna kislina. Napredovala jetrna ciroza je indikacija za presaditev jeter.